# Llac Quill
El llac Quill és un llac situat al parc nacional de Fiordland de Nova Zelanda a 979 m sobre el nivell del mar. El llac del circ d'aproximadament 1,2 km 2 és la font de les cascades Sutherland, una de les cascades més altes del país i la setena més alta del món, des del llac Quill en tres nivells cap a la vall d'Arthur al costat de la pista de Milford, uns 20 km. de Milford Sound.
El llac va rebre el nom de William Quill, que va escalar les cascades de Sutherland el 1890 per ser el primer europeu a descobrir la font de les cascades. Avui dia, el llac i les seves cascades són una destinació popular per a excursions en helicòpter, que permeten una visió englobadora del paisatge extrem. Una pujada menys perillosa al mateix llac és possible des de McKinnon Pass . Es pot arribar a aquesta destinació, així com a la base de Sutherland Falls, a través de la Milford Track. Aquesta popular ruta de senderisme de diversos dies requereix reserva amb el Departament de Conservació.
El 2018, el llac es va utilitzar com a lloc de rodatge de Mission: Impossible - Fallout amb Tom Cruise volant amb un helicòpter Airbus Helicopters H125.